# The Ferocious Tides of Fate

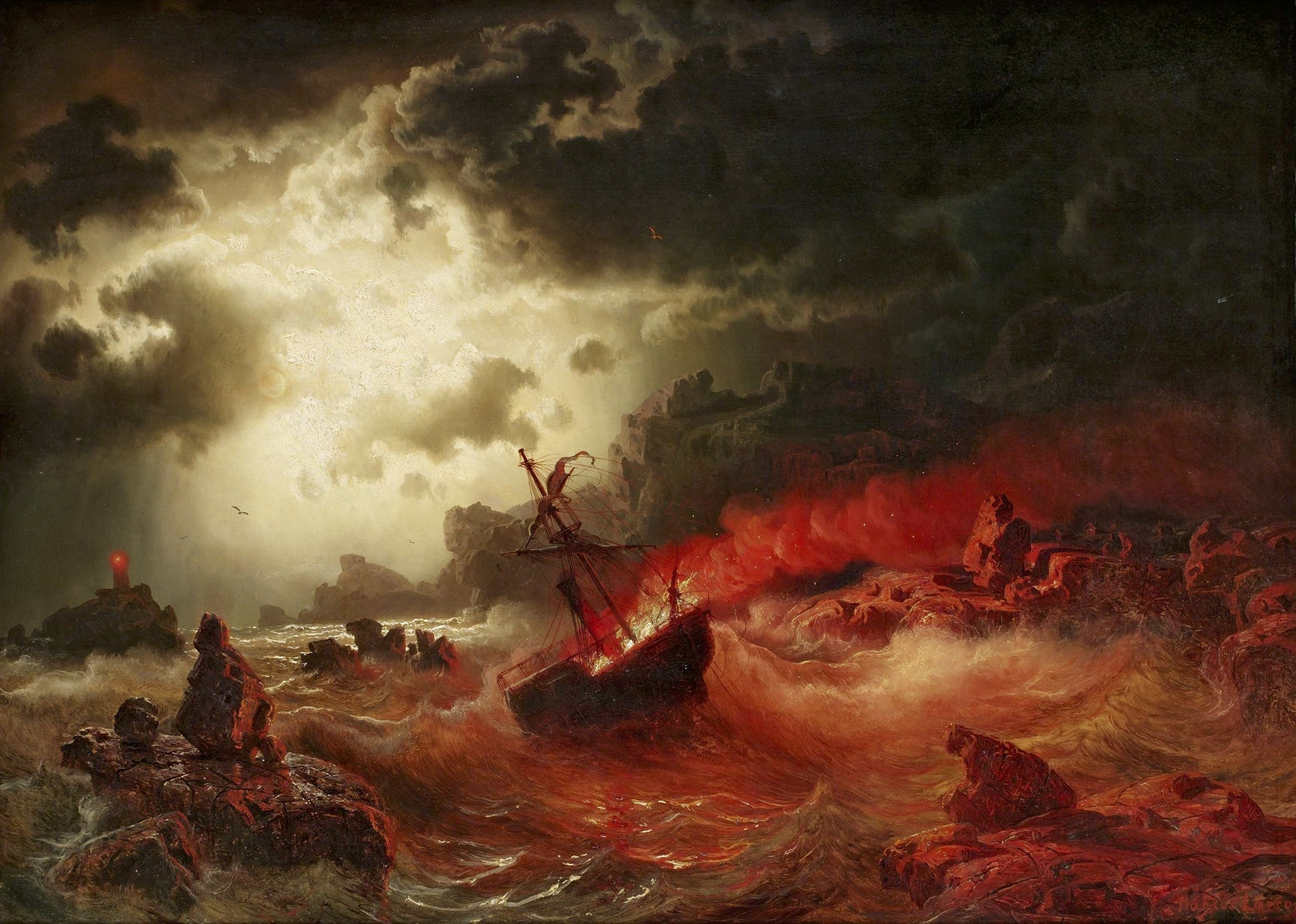
Nattlig marin med brinnande fartyg av Marcus Larson

The Ferocious Tides of Fate är Netherbirds tredje fullängdsalbum, utgivet 29 november 2013 av Scarecrow Music Group. Albumet spelades in i Scarecrow studios 2012, producerades av Johan Nord och mastrades i Wing studios av Sverker Widgren. En singel, Elegance and Sin, från albumet gavs ut i september 2013.
All musik på albumet är skriven av Bizmark och all lyrik av Nephente, förutom texten till Så Talte Ygg som är tagen från Hávamál, Den höges sång, ur Den poetiska Eddan. Albumomslagets bild kommer från 1800-talskonstnären Marcus Larsons verk Nattlig marin med brinnande fartyg.

## Låtlista
1. Elegance and Sin
2. Så talte Ygg
3. Ashen Roots
4. Shadow Walkers
5. Along the Colonnades
6. Of the Setting Sun

## Banduppsättning
- Nephente (Johan Fridell) - sång
- Bizmark (PNA) (Pontus Andersson) - gitarr, keyboard
- Johan Nord - gitarr, bakgrundssång
- Tobias Jacobsson  - bas, bakgrundssång
- Nils Fjellström - trummor